# Soča (Bovec)
Soča (olasz nyelven: Sonzia, magyarul: Isonzó) szórványtelepülés Szlovéniában, a Goriška statisztikai régióban Bovec község területén, az Isonzó folyó partján. A település lakossága a 2002-es népszámlálás adatai alapján 144 fő volt. A falu 1718-ban épült templomát József (Jézus nevelőapja) tiszteletére emelték, melyet 1823-ban avattak fel József tiszteletére. A templomot 1944-ben újrabútorozták és Tone Krajl festő újrafestette. Az újrabútorozás, de mindinkább az újrafestés politikai indíttatású esemény volt, mivel a freskókon Mihály arkangyal harcát ábrázolják, amint megküzd az ördöggel, ami Adolf Hitler és Benito Mussolini ellenségként való szimbolikus ábrázolása, akik mindketten az ördög oldalán állnak. A festő elsősorban a nemzeti (fehér, kék, piros) színeket alkalmazta és kizárólag szláv szenteket jelenített meg képein, ikonjain. A templom mögötti területen fekszik a Soča katonai temető, ahol az Isonzói csatákban elesett osztrák katonák földi maradványai nyugszanak.

## Fordítás
- Ez a szócikk részben vagy egészben  a   Soča, Bovec című angol Wikipédia-szócikk ezen változatának fordításán alapul.  Az eredeti cikk szerkesztőit annak laptörténete sorolja fel. Ez a jelzés csupán a megfogalmazás eredetét és a szerzői jogokat jelzi, nem szolgál a cikkben szereplő információk forrásmegjelöléseként.